# Lucy Gordon
Lucy Gordon (Oxford, 1980. május 22. – Párizs, 2009. május 20.) angol fotómodell és színésznő. 
Oxfordban született. 2009. május 20-án, két nappal 29. születésnapja előtt, felakasztotta magát egy párizsi lakásban. A francia rendőrség kizárta az idegenkezűséget és öngyilkosság tényét állapította meg.

## Filmográfia
- 1999: 2,4 gyerek (sorozat) ("After the Fox" című epizódban) – Lampety Jones
- 2001: Parfüm – Sarah
- 2001: Szerelem a végzeten – Caroline Mitchell
- 2002: A gyávaság tollai – Isabelle
- 2005: Még mindig lakótársat keresünk – Celia Shelburn
- 2007: Serial  – Sadie Grady
- 2007: Pókember 3. – Jennifer Dugan
- 2008: Frost – Kate Hardwick
- 2009: Brief Interviews with Hideous Men – stoppos lány
- 2009: Cinéman – Fernandel barátja
- 2010: Serge Gainsbourg, vie héroïque – Jane Birkin